# Сангяр-е-Мір-Абдалла
Сангяр-е-Мір-Абдалла (перс. سنگرميرعبداله‎‎) — село в Ірані, входить до складу дехестану Бакешлучай у Центральному бахші шахрестану Урмія провінції Західний Азербайджан.